# ساوتل، نیو ساوت ولز
ساوتل (به انگلیسی: Sawtell) یک شهرک در استرالیا است که در نیو ساوت ولز واقع شده‌است.